# Rodolfo Acquaviva
Rodolfo Acquaviva (2 de outubro de 1550 - 25 de julho de 1583) foi um missionário jesuíta italiano e sacerdote na Índia que serviu na corte de Aquebar, o Grande, de 1580 a 1583. Ele foi morto em 1583 e beatificado em 1893. 

## Família
Rodolfo Acquaviva era filho de Giangirolamo Acquaviva, o 10º Duque de Atri. Ele era bisneto de Andrea Matteo Acquaviva, condottiere e homem de letras. Rodolfo (também conhecido como Rudolfo) pertencia a uma poderosa e ilustre família de origem germânica estabelecida no Reino de Nápoles desde o século XII.  Sua mãe era Marguerite Pio onde por parte de mãe era primo de Aloysius Gonzaga. 

## Sacerdócio
Em abril de 1568, inspirado no exemplo de seu tio Claudio Acquaviva que mais tarde se tornou o 5º Superior-geral dos Jesuítas, ele também ingressou na Companhia de Jesus. Tornou-se noviço em Sant'Andrea al Quirinale em Roma junto com Stanislas Kostka. Depois de concluídos os estudos, Acquaviva foi escolhido pelos seus superiores para as prestigiadas e desafiantes missões indianas, iniciadas por Francisco Xavier no território português de Goa. Viajou então para Lisboa, ponto de partida da viagem para o leste onde foi ordenado sacerdote e navegou para a Índia em 1578. 

## Na corte de Akbar
No início, Acquaviva lecionou no Saint Paul's College, em Goa, mas foi então designado líder de uma missão na corte do Grande Mughal Akbar (1542-1605), que havia solicitado o envio de missionários.  No seu novo palácio em Fatehpur Sikri Akbar construiu a Ibadat Khana (Casa de Adoração), onde convidou líderes das religiões muçulmana, hindu e de outras religiões para debater pontos de verdade religiosa, incluindo Acquaviva e o seu companheiro jesuíta António de Monserrate (Antoni de Montserrat em seu catalão natal) e o seu jovem tradutor, Francisco Henriques, que falava persa. Akbar estava interessado em fundar uma nova religião panteísta com elementos de diferentes tradições e sua nova fé foi chamada Din-i-Ilahi ("Fé do Divino"). 
Embora Acquaviva viesse equipado com a Bíblia traduzida para muitas línguas diferentes (embora ainda não fosse persa) e fosse objecto da simpática atenção pessoal de Akbar, o jesuíta sentiu que os seus esforços eram infrutíferos, sendo um obstáculo a repugnância do governante à monogamia, e depois de três anos, decidiu retirar-se, embora outros jesuítas tenham mantido a missão nas cortes dos imperadores mogóis e em Agra durante os dois séculos seguintes. 

## Martírio

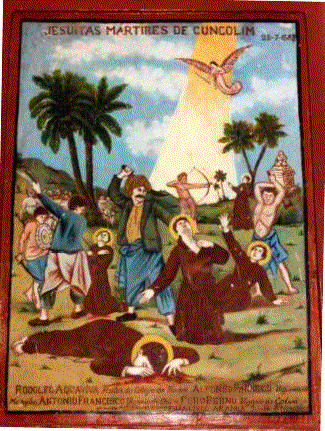
Uma pintura do século XVII numa igreja em Colva representando o massacre dos cinco jesuítas em Cuncolim, Goa, em 25 de julho de 1583. Acquaviva no centro descobrindo o pescoço.

Ao regressar a Goa no âmbito dos seus compromissos missionários, Acquaviva liderou uma missão aos xátrias hindus de Salcete, a sul de Goa. Isto foi visto como uma provocação pelos habitantes locais, incitando a Revolta de Cuncolim de julho de 1583. Acquaviva teve a garganta cortada enquanto orava a Deus. 

## Beatificação
Acquaviva e seus quatro companheiros jesuítas foram beatificados pelo Papa Leão XIII em 1893. É comemorado com os mártires jesuítas das missões no dia 4 de fevereiro pela ordem e suas instituições.  